# Fabienne Feraez
Fabienne Feraez (Mont-de-Marsan, 6 agosto 1976) è un'ex velocista francese naturalizzata beninese, specializzata nei 200 metri piani.

## Biografia
Feraez nasce in Nuova Aquitania e si è avvicinata all'atletica leggera piuttosto tardi, quando aveva già 20 anni compiuti. Nel 1999 debutta con la nazionale francese alle Universiadi di Maiorca, arrivando quinta nei 200 metri piani. Nel 2003 ha deciso di adottare la cittadinanza paterna del Benin e competere a livello internazionale per lo stato africano, in tempo per poter partecipare ai Mondiali e ai Giochi panafricani di quell'anno. L'anno successivo ha preso parte ai Giochi olimpici di Atene 2004, esperienza poi ripetuta dopo quattro anni a Pechino 2008. In entrambe le occasioni è stata portabandiera della delegazione beninese. Nel 2005 ad Helsinki nel corso dei Mondiali, Feraez si è distinta per essere stata la prima atleta del Benin a guadagnarsi una semifinale.
Feraez oltre ad aver stabilito molti record nazionali nelle gare di velocità, ha conquistato per il Benin una medaglia di bronzo a Mauritius nel corso dei Campionati africani 2006.

## Palmarès
| Anno                            | Manifestazione           | Sede        | Evento      | Risultato        | Prestazione | Note |
| ------------------------------- | ------------------------ | ----------- | ----------- | ---------------- | ----------- | ---- |
| In rappresentanza della Francia |                          |             |             |                  |             |      |
| 1999                            | Universiadi              | Palma       | 200 m piani | 5ª               | 23"45       |      |
| In rappresentanza del Benin     |                          |             |             |                  |             |      |
| 2003                            | Mondiali                 | Saint-Denis | 200 m piani | Quarti di finale | 24"17       |      |
| 2003                            | Giochi panafricani       | Abuja       | 200 m piani | 8ª               | 23"89       |      |
| 2004                            | Campionati africani      | Brazzaville | 100 m piani | Finale           | dq          |      |
| 2004                            | Giochi olimpici          | Atene       | 200 m piani | Quarti di finale | 23"24       |      |
| 2005                            | Mondiali                 | Helsinki    | 200 m piani | Semifinale       | 23"29       |      |
| 2005                            | Giochi della Francofonia | Niamey      | 200 m piani | 4ª               | 23"78       |      |
| 2006                            | Campionati africani      | Bambous     | 200 m piani | Bronzo           | 23"15       |      |
| 2007                            | Mondiali                 | Osaka       | 200 m piani | dns              | dns         |      |
| 2008                            | Giochi olimpici          | Pechino     | 200 m piani | Batteria         | 24"07       |      |